# Tollarps landsfiskalsdistrikt
Tollarps landsfiskalsdistrikt var 1918–1964 ett landsfiskalsdistrikt i Kristianstads län, bildat som Äsphults landsfiskalsdistrikt när Sveriges indelning i landsfiskalsdistrikt trädde i kraft den 1 januari 1918, enligt beslut den 7 september 1917. När Sveriges nya indelning i landsfiskalsdistrikt trädde i kraft den 1 januari 1952 (enligt kungörelsen 1 juni 1951) ändrades distriktets namn till Tollarps landsfiskalsdistrikt. Den 1 januari 1965 avskaffades i Sverige samtliga landsfiskaler och landsfiskalsdistrikt, och deras arbetsuppgifter delades upp på de nyskapade indelningarna polisdistrikt, åklagardistrikt och kronofogdedistrikt.
Landsfiskalsdistriktet låg under länsstyrelsen i Kristianstads län.

## Ingående områden
När Sveriges nya indelning i landsfiskalsdistrikt trädde i kraft den 1 oktober 1941 (enligt kungörelsen den 28 juni 1941) tillfördes kommunerna Skepparslöv och Vä från det upplösta Vä landsfiskalsdistrikt. Den 1 januari 1952 ändrades distriktets omfattning genom kommunreformen 1952.

### Från 1918
Gärds härad:
- Djurröds landskommun
- Linderöds landskommun
- Lyngsjö landskommun
- Träne landskommun
- Västra Vrams landskommun
- Äsphults landskommun
- Östra Vrams landskommun

### Från 1 oktober 1941
Gärds härad:
- Djurröds landskommun
- Linderöds landskommun
- Lyngsjö landskommun
- Skepparslövs landskommun
- Träne landskommun
- Vä landskommun
- Västra Vrams landskommun
- Äsphults landskommun
- Östra Vrams landskommun

### Från 1 januari 1952
- Everöds landskommun
- Tollarps landskommun
- Träne landskommun
- Vä landskommun